# Francisco García Escalero
Francisco García Escalero (Madrid 24 de maig de 1954 - Alacant 19 d'agost de 2014) conegut com "el matamendigos" o l' "assassí de captaires" va ser un assassí en sèrie, que practicava la necrofília i el canibalisme. El 1996, l'Audiència Provincial de Madrid va declarar provats els assassinats d'11 persones, si bé li va ser aplicada l'eximent de responsabilitat penal per alienació mental, en concórrer en ell segons els psiquiatres forenses esquizofrènia, alcoholisme, necrofília, etc. Per aquesta raó va resultar absolt dels seus delictes però va ser internat en el psiquiàtric penitenciari d'Alacant.

## Biografia
Va néixer a Madrid el 24 de maig de 1954. Criat en una zona de barraques a 200 metres del Cementiri de l'Almudena, va demostrar ser un nen reservat i solitari, que li agradava passejar-se pels nínxols de nit. També és característic de la seva personalitat la seva poca formació (amb prou feines va anar a escola) i amb una precària salut. De fet, de seguida es van notar els seus impulsos suïcides llançant-se als cotxes. Aquest comportament irritava al seu pare, qui sovint li corresponia amb pallisses brutals.

### Els seus primers delictes i empresonament
El 1970, García Escalero ingressa en el psiquiàtric. En aquest ambient comença a cometre els primers delictes (petits furts) alhora que explorava cases abandonades i espiava a dones i parelles per la finestra mentre es masturbava. Tres anys després, seria ingressat en un reformatori per robar una motocicleta i, en sortir d'allí, comet el seu primer delicte d'importància: al costat d'uns amics atraca a una parella en els voltants del cementiri de l'Almudena. Violen a la jove en presència del seu nuvi, per la qual cosa va ser condemnat a 12 anys de presó. Durant aquesta temporada a la presó es cobreix el cos amb tatuatges, alguns amb frases tan significatives com: "Vas néixer per sofrir".

### La sortida de la presó i els seus crims atroços
En sortir de la reclusió, s'aficiona a la beguda i a la presa de pastilles, per la qual cosa de vegades mostra un comportament agressiu i molt violent. En l'aspecte psiquiàtric, comença a sofrir al·lucinacions auditives, una sèrie de veus que li demanen que cometa nous crims i que profani cementiris. Aquestes al·lucinacions van provocar la personalitat assassina de García Escalero. La seva primera víctima és Paula Martínez, una prostituta toxicòmana amb la qual contacta al carrer Capitán Haya, de Madrid. L'agost de 1987, Paula apareix als afores de Madrid decapitada i calcinada.
A partir d'aquí pujaria la brutalitat dels crims i les seves actituds assassines són cada vegada més atroces. García cus els cossos a ganivetades per l'esquena, els pica el crani amb pedres o els decapita sense més, a alguns fins i tot els treu les vísceres o el cor amb una navalla (de vegades fins i tot provant un mos d'aquestes parts mutilades). Posteriorment, per esborrar el rastre, cremava el que quedava dels cadàvers i els tallava les gemmes dels dits.
Alhora que assassinava, la combinava amb actes de necrofilia, profanant les tombes dels cementiris. De tant en tant saltava les tàpies del cementiri de l'Almudena i trencava algun nínxol, treia els cossos de la fossa i abusava d'ells sexualment.
Els assassinats de García se seguirien succeint. Al març de 1989, un captaire anomenat Ángel, apareix semidecapitat i amb les gemmes dels dits amputades. Dos mesos després, al maig, un indigent de 65 anys de nom Julio, apareix amb el cos cosit a punyalades, el penis amputat i el seu cos carbonitzat. Els seus següents cinc víctimes apareixen també mutilades, cremades i decapitades.
La recerca criminal no troba solució a aquest macabre trencaclosques fins que passats set anys des del primer crim, la policia es posa en la pista quan Francisco i el seu amic i company de corregudes Víctor Luis Criado s'escapoleixen junts de l'hospital psiquiàtric Alonso Vega de Madrid. Junts es dediquen a beure. Quaranta-vuit hores més tard, Víctor apareix mort amb el crani enfonsat i cremat entre papers i mantes en la tàpia de l'església dels Sagrats Cors. Després de cinc anys cometent assassinats, un dia aquestes veus li inciten a suïcidar-se. Encara que es llança contra un cotxe, només es fractura una cama. Una vegada a l'hospital, confessa els seus crims a les infermeres i els suplica que el detinguin per evitar que segueixi matant.

### La detenció i confessió
Escalero és detingut per la policia, i confessa: "Vaig comprar força vi, i ell també va beure. Recordo que el vaig colpejar amb una pedra en el cap i... després el vaig cremar..." A l'abril de 1994, a Madrid, va saltar als mitjans de comunicació la notícia que un captaire de 39 anys, Francisco García Escalero, va matar a sang freda 11 persones Va ser la primera confessió, a partir d'ella Francisco García Escalero va relatar a la policia d'un en un, catorze assassinats. No va estalviar detalls, incloent la satisfacció que experimentava quan mantenia relacions sexuals amb els cossos sense vida de les víctimes, o el que els costava matar-los.
| «                                      | El vaig matar. Vam estar bevent al parc al costat del cementiri i prenent pastilles. Me les demanava el cos per poder parlar millor. Després li vaig dir on anàvem a dormir i en el cementiri vaig sentir les forces, em donava impulsos, vaig agafar una pedra i li vaig donar en el cap, li vaig cremar amb periòdics i després em vaig anar a dormir al cotxe i l'endemà a l'hospital. Ara em sento amb la ment en blanc, com si estigués mort". | » |
| — Diario El Mundo, 10 de junio de 1994 | |   |

Va ser jutjat al febrer de 1995. L'informe de tots els forenses va coincidir que la seva perillositat continuava, però no era responsable dels seus actes, el captaire assassino va ser absolt per alienació mental, producte del seu alcoholisme crònic i la seva esquizofrènia. Va passar a la presó de Fontcalent on els treballadors sempre van dir que tenia un tracte amable i mai va tornar a mostrar-se violent.

### Mort
Francisco García Escalero mor a la presó de Fontcalent després d'anar a un reservat de la sala comuna de la presó amb una pruna, postres del sopar. Després de l'autòpsia no es pogué saber si va ser una aturada cardíaca o un ennuegament.